# Уаза (департамент)
Уа́за (фр. Oise, пикард. Oése) — департамент на севере Франции, один из департаментов региона О-де-Франс. Порядковый номер — 60. Административный центр — Бове. Население — 827 153 человек (26-е место среди департаментов, данные 2018 г.).

## География
Департамент Уаза расположен в исторической области Пикардия и граничит с французскими департаментами Па-де-Кале, Сомма, Эна, Приморская Сена, Эр, Сена и Марна и Валь-д'Уаз. Через территорию департамента протекает реки Уаза, давшая ему своё название, и Эна, впадающая в Уазу у города Компьень. Площадь территории — 5860 км². Вдоль левого берега Уазы тянутся густые леса с многочисленными прудами.
Главными городами департамента являются Бове, Компьень, Крей, Ножан-сюр-Уаз, Санлис, Крепи-ан-Валуа, Мерю, Нуайон, Монтатер, Клермон.

## История
В период римского завоевания территория Уазы была местом заселения различных галльских племён. Наиболее могущественное из них — белловаки — занимали земли на правом берегу Уазы. От названия племени происходит название столицы департамента — Бове. Сильванекты жили на левом берегу, им обязан своим названием город Санлис.
1 июня 987 года после смерти короля Людовика V в Санлисе был коронован Гуго Капет, граф Парижский.
Уаза — один из первых 83 департаментов, созданных в марте 1790 года; образован на территории бывших провинций Иль-де-Франс и Пикардия.
После победы союзников в битве при Ватерлоо 18 июня 1815 года департамент вплоть до ноября 1818 года был занят британскими войсками.

## Экономика
Департамент Уаза является одним из важнейших сельскохозяйственных регионов в районе Парижа. Специализируется на выращивании пшеницы, рапса, свеклы, бобовых культур. С начала 80-х годов доля сельского хозяйства в экономической структуре департамента снижается из-за образования новых урбанистических зон.
Структура занятости населения:
- сельское хозяйство — 2,1 %
- промышленность — 16,3 %
- строительство — 6,3 %
- торговля, транспорт и сфера услуг — 42,5 %
- государственные и муниципальные службы — 32,8 %

Уровень безработицы (2017 год) — 13,8 % (Франция в целом — 13,4 %). 

Среднегодовой доход на 1 человека, евро (2018 год) — 22 150 (Франция в целом — 21 730).

## Административное деление
Департамент включает 4 округа, 21 кантон и 679 коммун.
В департамент входят следующие округа:
- Бове (Beauvais)
- Клермон (Clermont)
- Компьень (Compiègne)
- Санлис (Senlis)

## Туризм
На территории департамента Уаза расположены многочисленные архитектурные и исторические памятники, привлекающие сюда туристов. Это прежде всего несколько десятков прекрасно сохранившихся дворцовых ансамблей, в том числе шато и усадьбы Шантийи, Пьерфон, Компьень, Эрменонвиль, Монвийаржен в Гувьё, Мон-л’Эвек рядом с Сенлисом, живописные руины шато Меннеше. Впечатляют католические храмы: кафедральные соборы Святого Петра в Бове, Нотр-Дам в Нуайоне, Нотр-Дам в Санлисе, аббатство Шали, церковь Иоанна Крестителя в Шомон-ан-Вексене и Святого Николая в Сен-Лё-д’Эссеран. Интерес также представляет живописная деревня Жерберуа, которая входит в список самых красивых деревень Франции.
Музей Конде в Шантийи обладает одним из самых лучших собраний живописи во Франции, а также коллекцией античного искусства, мебели и фарфора. Достойны внимания также музей керамики и фаянса Галле-Жюйе в Крее, художественный музей Антуан-Вивенель в Компьене, музей департамента Уаза в бывшем дворце епископа в Бове, музей изделий из перламутра в Мерю.
В 1989 году на территории коммуны Плайи был открыт парк аттракционов Астерикс, третий по посещаемости после парижского Диснейленда и Футуроскопа в Пуатье. Парк посещает более 2 млн человек в год.

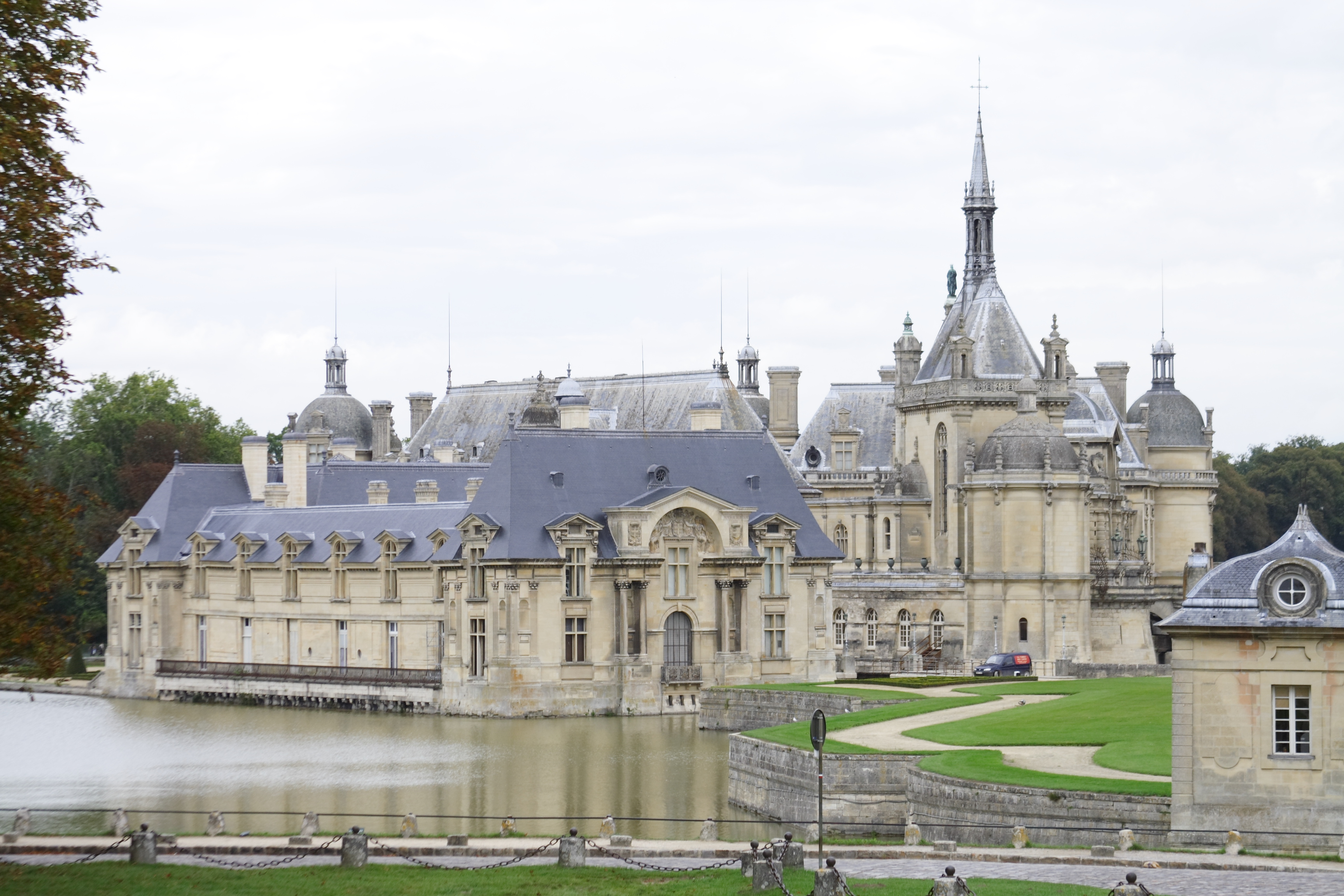
Замок Шантийи
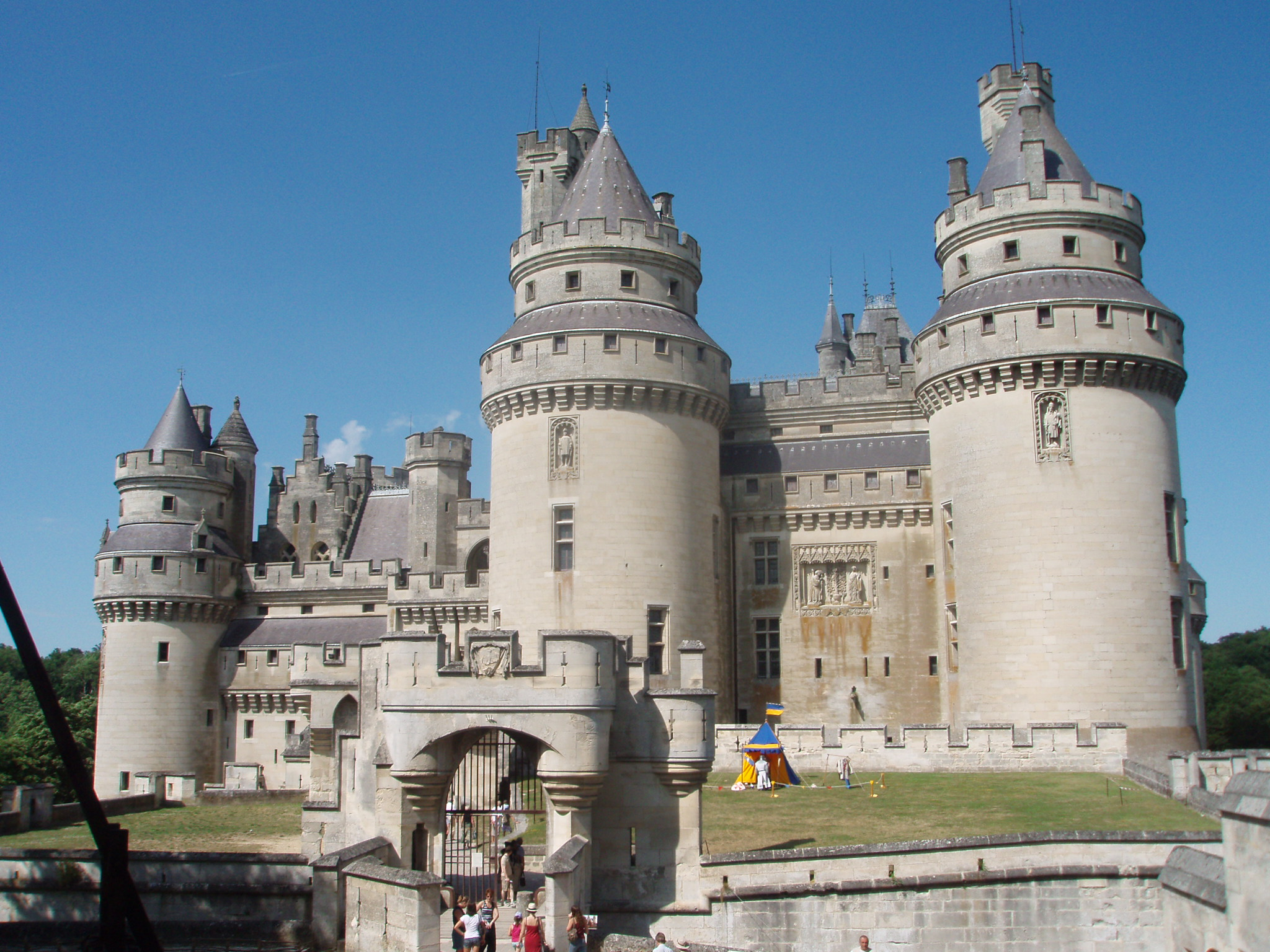
Шато Пьерфон
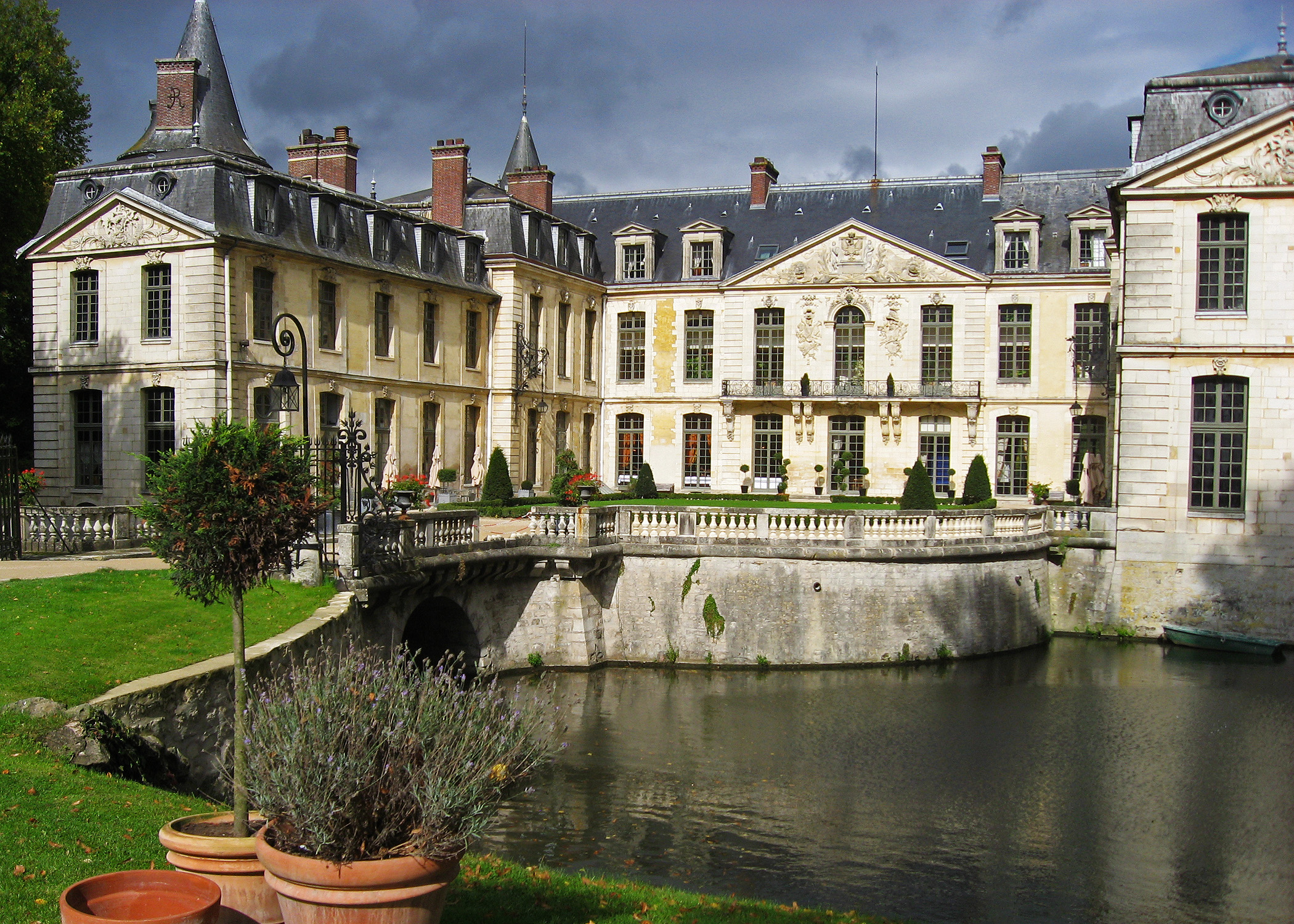
Усадьба Эрменонвиль
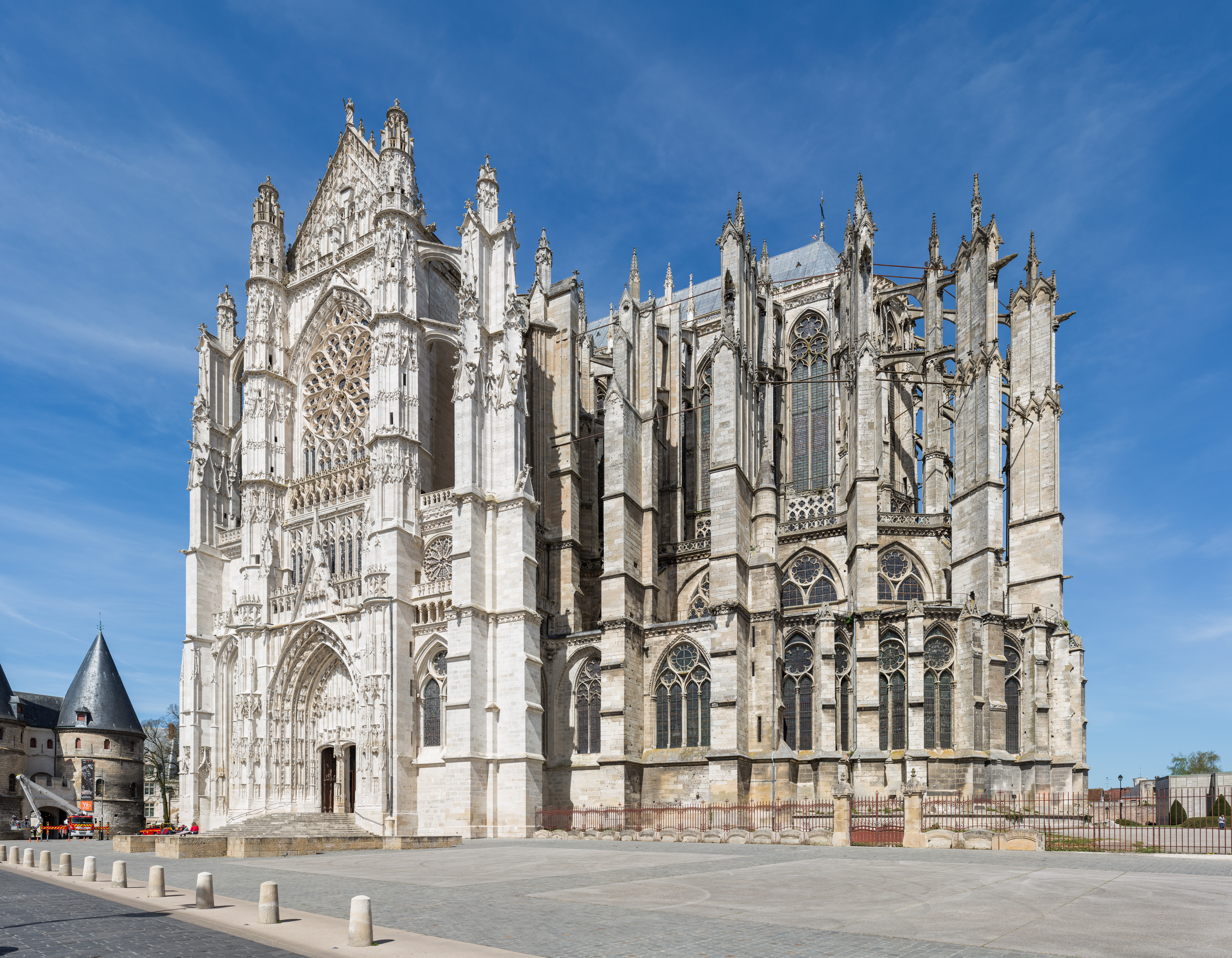
Собор Святого Петра в Бове
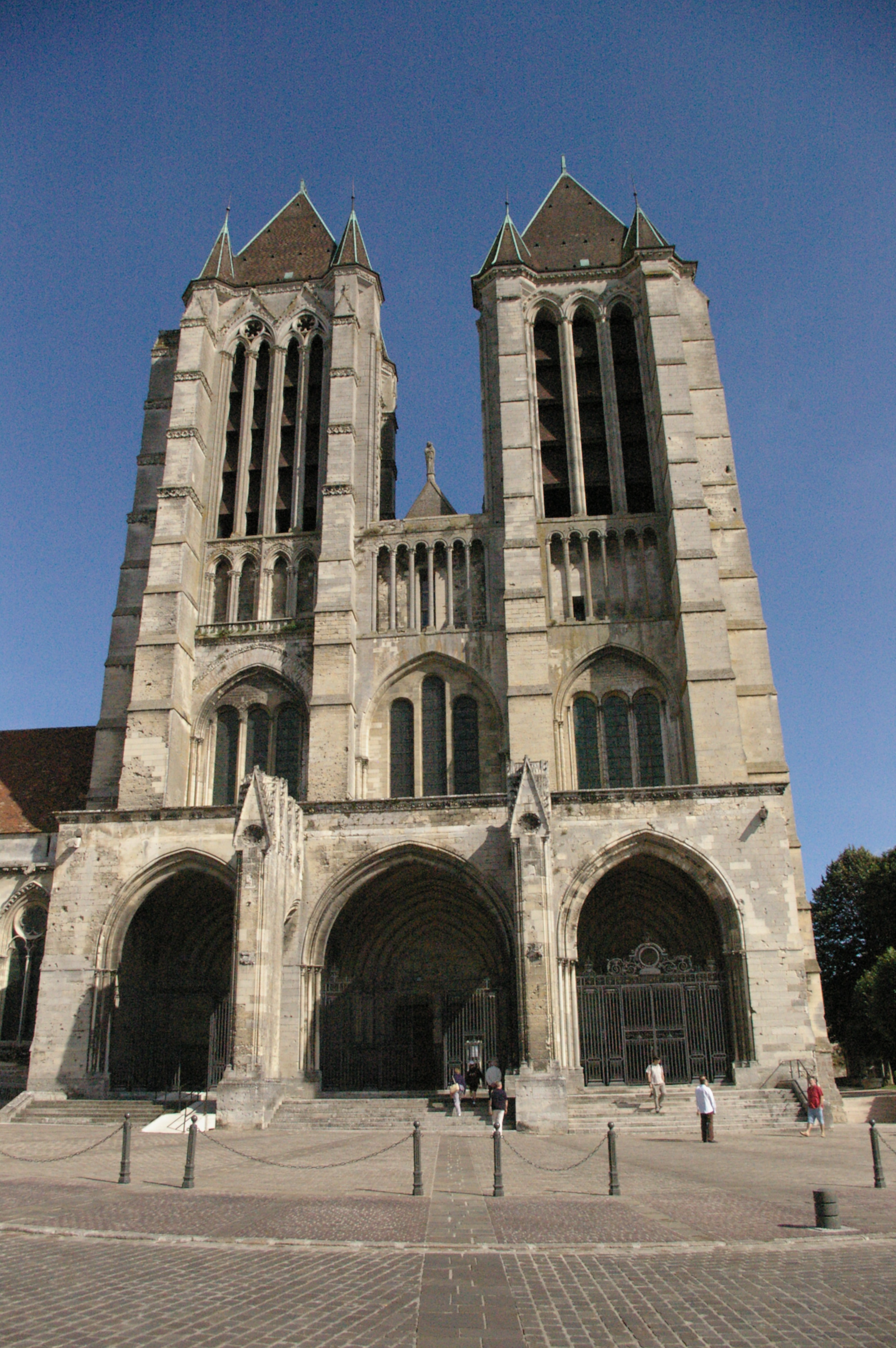
Собор Нотр-Дам в Нуайоне
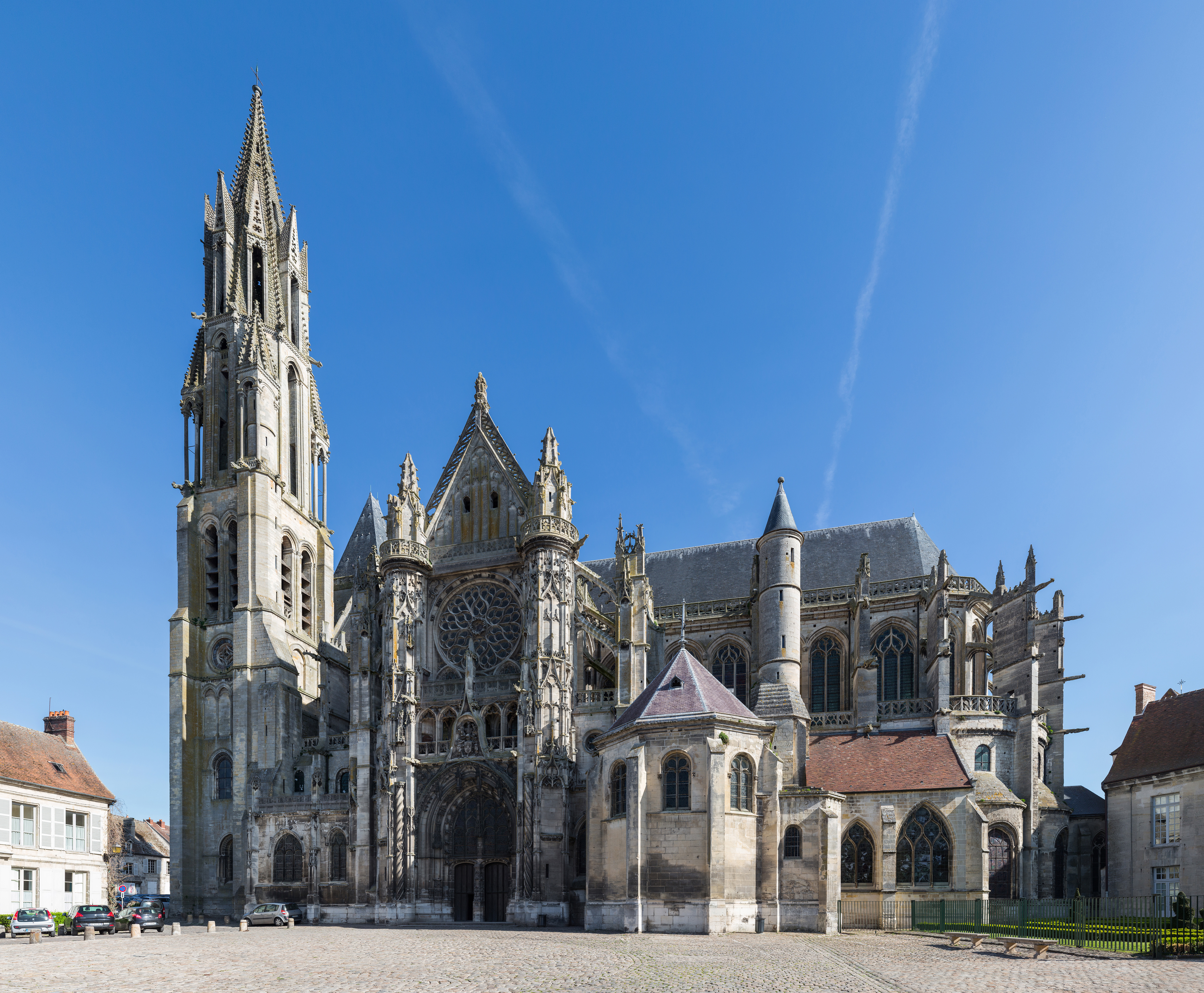
Собор Нотр-Дам в Санлисе
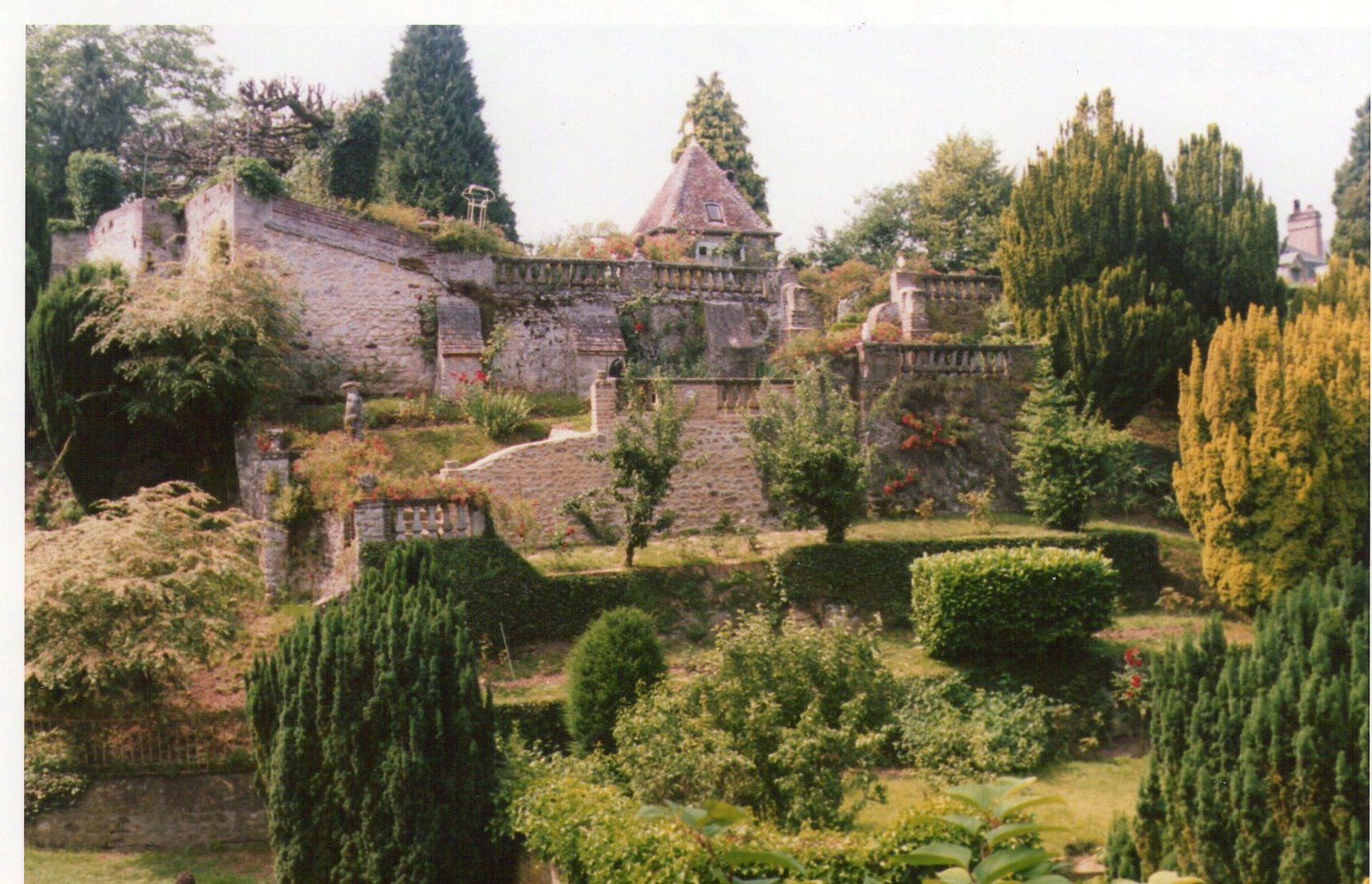
Деревня Жерберуа
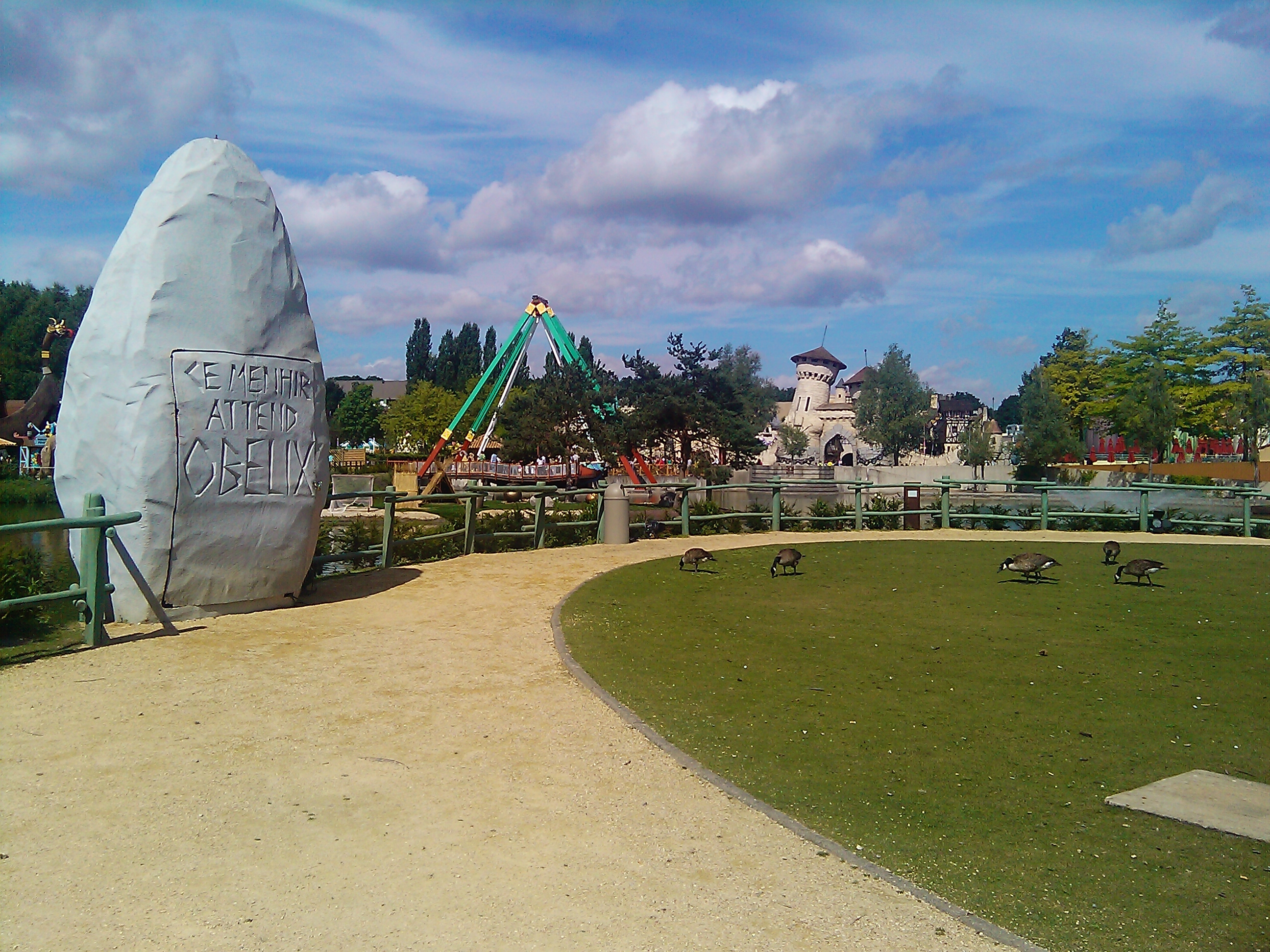
Парк аттракционов Астерикс

## Политика
Результаты голосования жителей департамента на Президентских выборах 2022 г.:
1-й тур: Марин Ле Пен (Национальное объединение) — 32,27 %; Эмманюэль Макрон («Вперёд, Республика!») — 24,30 %; Жан-Люк Меланшон («Непокорённая Франция») — 19,30 %; Эрик Земмур («Реконкиста») — 7,37 %; Прочие кандидаты — менее 5 %.
2-й тур: Марин Ле Пен — 52,73 % (в целом по стране — 41,45 %); Эмманюэль Макрон — 47,27 % (в целом по стране — 58,55 %).

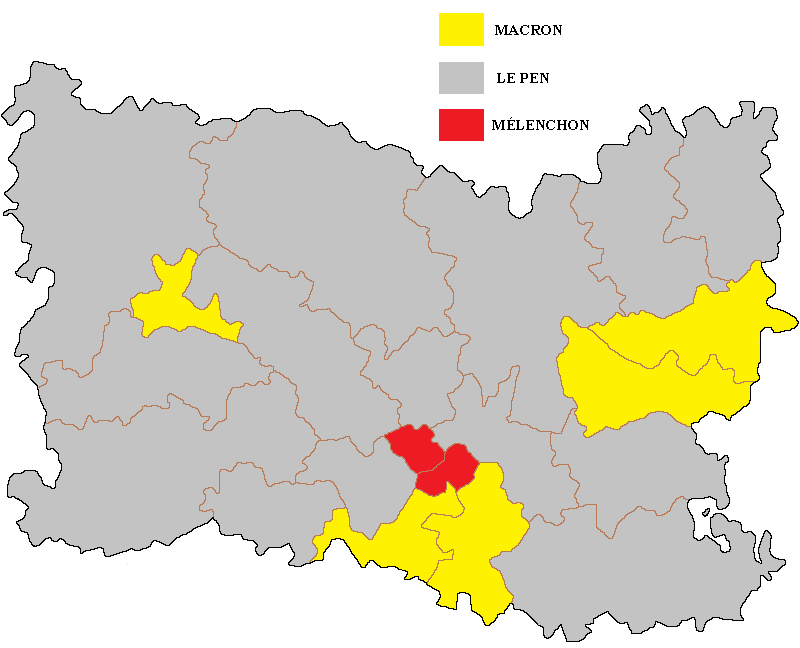
Президентские выборы 2022. Результаты 1 тура (по кантонам)
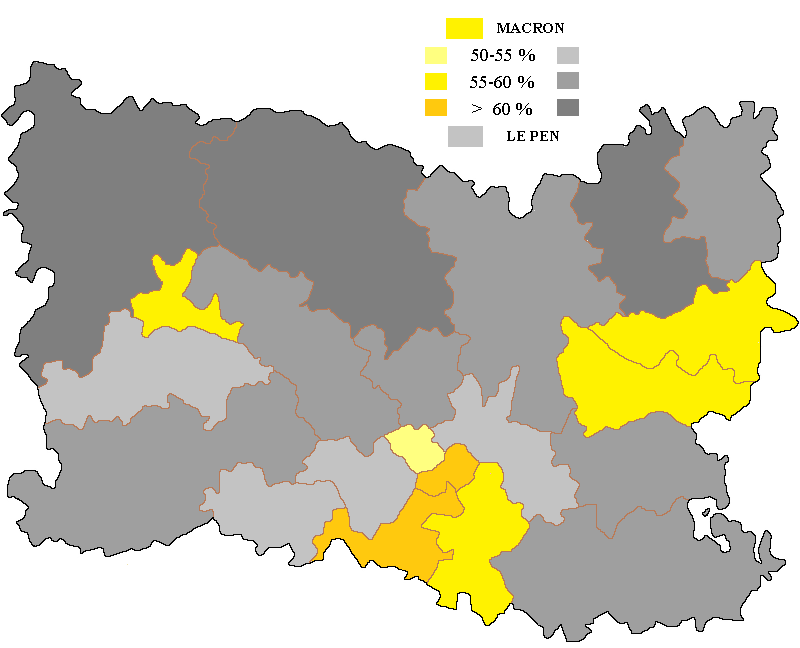
Президентские выборы 2022. Результаты 2 тура (по кантонам)
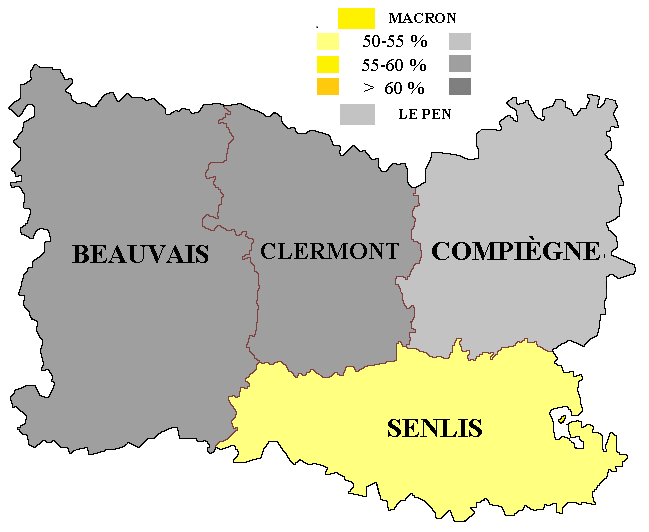
Президентские выборы 2022. Результаты 2 тура (по округам)

(2017 год — 1-й тур: Марин Ле Пен (Национальный фронт) — 30,88 %; Эмманюэль Макрон («Вперёд!») — 19,80 %; Жан-Люк Меланшон («Непокорённая Франция») — 17,68 %; Франсуа Фийон (Республиканцы) — 17,54 %; Николя Дюпон-Эньян (Вставай, Франция) — 5,47 %; Прочие кандидаты — менее 5 %. 2-й тур: Эмманюэль Макрон — 53,28 % (в целом по стране — 66,10 %); Марин Ле Пен — 46,72 % (в целом по стране — 33,90 %)).
(2012 год — 1-й тур: Николя Саркози (Союз за народное движение) — 26,59 %; Марин Ле Пен (Национальный фронт) — 25,08 %; Франсуа Олланд (Социалистическая партия) — 24,90 %; Жан-Люк Меланшон (Левый фронт) — 10,11 %; Франсуа Байру (Демократическое движение) — 7,61 %. Прочие кандидаты — менее 5 %. 2-й тур — Николя Саркози — 52,66 % (в целом по стране — 48,38 %); Франсуа Олланд — 47,34 % (в целом по стране — 51,62 %)).
(2007 год — 1-й тур: Николя Саркози (Союз за народное движение) — 32,90 %; Сеголен Руаяль (Социалистическая партия) — 21,31 % ; Франсуа Байру (Союз за французскую демократию) — 15,95 %; Жан-Мари Ле Пен (Национальный фронт) — 14,93 %. 2-й тур: Николя Саркози — 58,28 % (в целом по стране — 53,06 %); Сеголен Руаяль — 41,72 % (в целом по стране — 46,94 %)).
В результате выборов в Национальное собрание в 2017 г. 7 мандатов от департамента Уаза распределились следующим образом: «Республиканцы» — 4, «Вперед, Республика!» — 3. (2012 год — 7 мандатов: СНД — 5, СП — 1, ФКП — 1; 2007 год — 7 мандатов: СНД — 6, СП — 1).
На выборах в Совет региона О-де-Франс в 2021 году во 2-м туре победил «правый блок» во главе с действующим президентом Совета Ксавье Бертраном, получивший 53,23 % голосов, вторым было «Национальное объединение во главе с депутатом Национального собрания Себастьеном Шеню — 26,43 %, третьим — левый блок» во главе с депутатом Европейского парламента Каримой Делли — 20,34 %. (2015 год: 1-й тур: Национальный фронт — 42,08 %, «правый блок» — 26,81 %, «левый блок» — 14,72 %; 2-й тур: «правый блок» — 55,88 %, Национальный фронт — 44,12 %).

### Совет департамента
После выборов 2021 года большинством в Совете департамента обладают правые партии. Президент Совета департамента — Надеж Лефевр (Nadège Lefebvre), Республиканцы.
Состав Совета департамента (2021—2028):
|                         | Партия                        | Кол-во мест             | +/- (к 2015 г.)         |
| Большинство (34 места): | Большинство (34 места):       | Большинство (34 места): | Большинство (34 места): |
| ----------------------- | ----------------------------- | ----------------------- | ----------------------- |
|                         | Республиканцы                 | 21                      | +1                      |
|                         | Разные правые                 | 10                      | +2                      |
|                         | Союз демократов и независимых | 2                       | 0                       |
|                         | Демократическое движение      | 1                       | +1                      |
| Оппозиция: (8 мест)     |                               |                         |                         |
|                         | Коммунистическая партия       | 4                       | +1                      |
|                         | Социалистическая партия       | 2                       | −2                      |
|                         | Разные левые                  | 1                       | 0                       |
|                         | Радикальная левая партия      | 1                       | +1                      |